# Rainer Walz (Historiker)
Rainer Walz (* 22. September 1943 in Horb am Neckar) ist ein deutscher Historiker mit dem Schwerpunkt Hexenverfolgung, jüdische Geschichte und Regionalgeschichte des Niederrhein.

## Leben
Walz studierte Geschichte, Politikwissenschaft und Englisch in Tübingen, Marburg und London. Nach der Promotion zum Dr. phil. in Bielefeld 1976 und Habilitation in Essen 1992 wurde er 1995 Professor für frühneuzeitliche Geschichte in Bochum.

## Schriften (Auswahl)
- Stände und frühmoderner Staat. Die Landstände von Jülich-Berg im 16. und 17. Jahrhundert. Neustadt an der Aisch 1982, ISBN 3-87707-040-9.
- Hexenglaube und magische Kommunikation im Dorf der frühen Neuzeit. Die Verfolgungen in der Grafschaft Lippe. Paderborn 1993, ISBN 3-506-79581-3.
- als Herausgeber: Anfechtung der Vernunft. Wunder und Wunderglaube in der Neuzeit. Essen 2006, ISBN 3-89861-521-9.
- Seelenvorstellungen. Theorien über Geburt, Tod und Jenseits in einfachen Gesellschaften und in Hochkulturen. Münster 2019, ISBN 3-402-13331-8.

| Personendaten    | Personendaten        |
| ---------------- | -------------------- |
| NAME             | Walz, Rainer         |
| KURZBESCHREIBUNG | deutscher Historiker |
| GEBURTSDATUM     | 22. September 1943   |
| GEBURTSORT       | Horb am Neckar       |